# FPV F6
Der FPV F6 ist eine Sportlimousine von Ford Performance Vehicles (FPV), welche zwischen 2004 und 2014 verkauft wurde. Das Fahrzeug, welches das Einsteigermodell von FPV darstellt, basiert auf dem australischen Ford Falcon. Außerdem war er als F6X auf Basis des Ford Territory und ist als F6 Ute erhältlich.

## Erste Generation BA/BF (2004–2008)
Die erste Generation des F6 hatte den Beinamen Typhoon und wurde von einem 270 kW (367 PS) starken 4,0-l-Reihensechszylinder-Turbomotor angetrieben. Der Höchstgeschwindigkeit des Wagens wird mit 255 km/h angegeben.
An der Karosserie werden neue Schürzen und ein Sportauspuff angebracht, um das sportliche Erscheinungsbild des Ford Falcon weiter zu unterstreichen. Ein Heckflügel zur Verbesserung der Fahrdynamik bei hohen Geschwindigkeiten wird dem Typhoon ebenfalls beigefügt. Der Innenraum zeigt sich jedoch auch sehr veredelt. Der Fahrer nimmt in stark konturierten Sportsitzen mit dem eingestickten FPV-Logo Platz. Das Armaturenbrett zeigt sich im Gegenteil zum sportlichen Äußeren eher schlicht. FPV selbst schreibt über die Armaturentafel des Typhoon, wie auch aller anderen Modelle „clean, European-influenced styling“, also europäisch beeinflusste Klarheit. Die einzigen Faktoren, die einen Hauch von Sportlichkeit in den Innenraum des Typhoon bringen, sind zwei Zusatzinstrumente auf der Mittelkonsole für Turbo-Ladedruck und Öldruck und der Starterknopf. Optional konnte man für den F6 Typhoon auch eine Metall-Pedalerie erhalten.

## Zweite Generation FG (2008–2014)
2008 entfiel mit Einführung der neuen Modellgeneration der Namenszusatz „Typhoon“. Der F6 basiert nun auf dem neuen Ford FG Falcon. Der Motor leistet nun 310 kW (421 PS) auch wurde das Fahrwerk überarbeitet. Neben der normalen Version F6 ist auch eine F6 E genannte Version mit gleicher Technik aber dezenterem Styling erhältlich. Parallel wurde auch der F6 Ute auf Basis des Ford Falcon Ute eingeführt.
Später wurde der Name geändert zu F6 310, nach der Motorleistung. Der F6 Ute wird mittlerweile nicht mehr angeboten.